# Rauiella bornii
Rauiella bornii är en bladmossart som beskrevs av F. J. Hermann 1976. Rauiella bornii ingår i släktet Rauiella och familjen Thuidiaceae. Inga underarter finns listade i Catalogue of Life.